# Casa de Gobierno de Entre Ríos
La Casa de Gobierno de Entre Ríos, conocida popularmente como Casa Gris, está ubicada en el centro de la ciudad de Paraná, Entre Ríos, Argentina, y es la sede de dos de los tres poderes provinciales: el Poder Ejecutivo y el Poder Legislativo (Cámara de Diputados y Cámara de Senadores). 
Cuando en 1883 la Convención Constituyente Provincial dispone trasladar nuevamente la capital de la provincia a Paraná, el Gobernador Eduardo Racedo encargó la construcción de una Casa de Gobierno al Departamento Topográfico de la Provincia de Entre Ríos, a cargo del arquitecto Bernardo Rígoli, el 20 de julio de 1885. Para fines de ese mismo año había comenzado la obra, bajo la dirección de Luigi Sessarego. A su vez, la carpintería estuvo a cargo de Boeri y Cía., de Victoria, y la herrería y tornería recayó en manos de Juan Oliver, habitante de la misma ciudad.
El proyecto de Bernardo Rígoli es un edificio sólido, de dos plantas de forma cuadrada estructurada en torno a cinco patios. Uno tiene el carácter de patio de honor y está tratado en consecuencia, con una doble arquería de columnas de capiteles compuestos, que recuerda un cortile renacentista. El arquitecto e historiador Jesse Alexander marca el estilo del Renacimiento toscano en el diseño de las ventanas.
El reloj que corona la torre, que posee una altura de 23,5 metros, es de procedencia correntina y fue realizado por Ernesto Hoffmann y Augusto Sedner, de la ciudad de Corrientes, al igual que el campanario. El alemán Benedict Schneger Sconnan fue el fabricante del reloj y Bocum, también de Alemania, el fabricante de las campanas.
Ya promediando el año 1888 es habilitada una parte del edificio y en abril de 1889 se inauguran los recintos de ambas cámaras legislativas, concluyendo definitivamente la obra en 1890. El edificio está basado en dos estilos, el barroco y el renacentista y concebido a modo de un palacio europeo.
El edificio fue declarado Monumento Histórico Nacional en 1989.

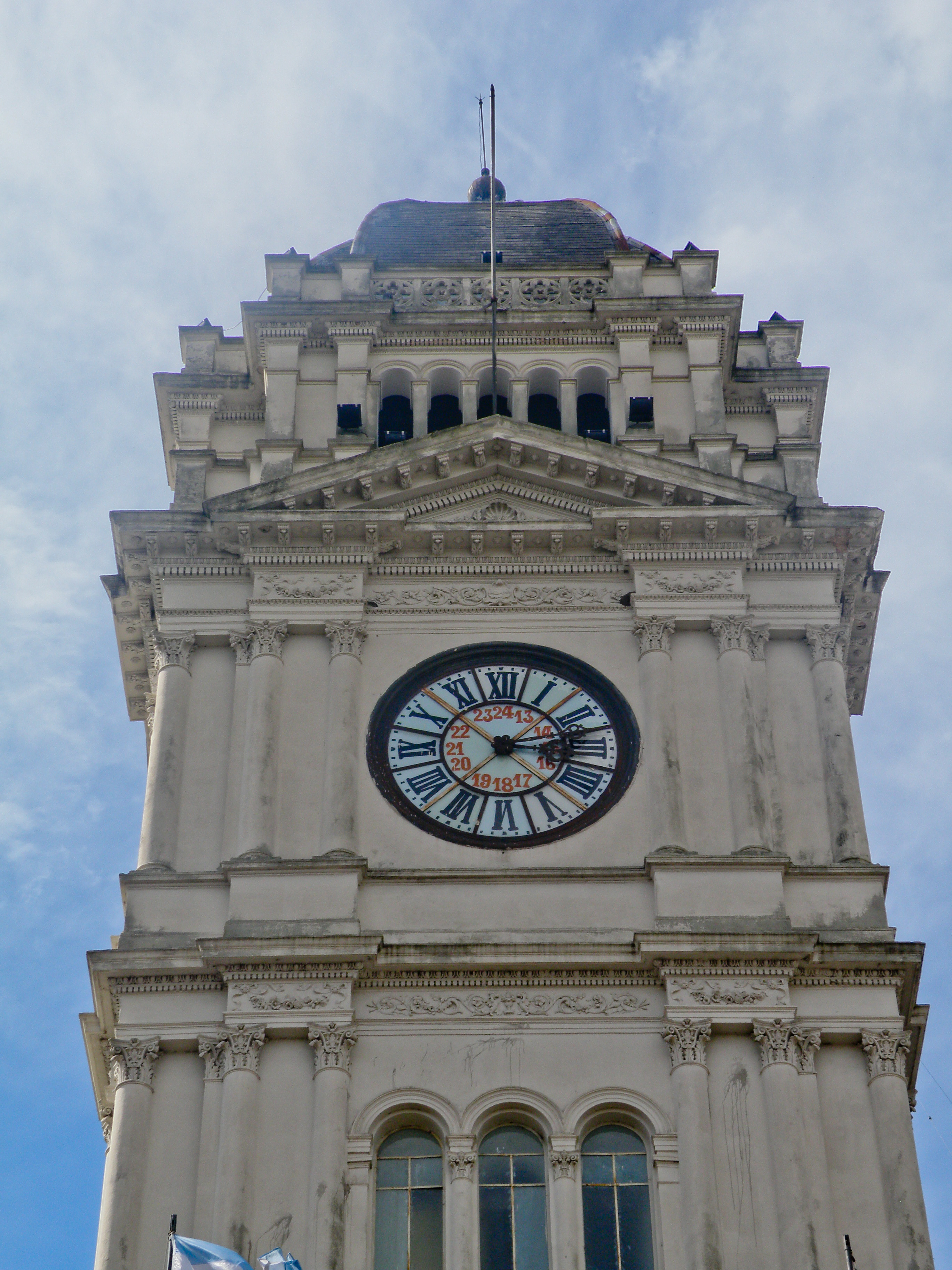
Torre y reloj.

Originalmente el edificio estaba precedido por la Plaza Mansilla.
En 1888, se había tomado la decisión de hacer una plaza para acompañar la obra de Rígoli. El 29 de enero de 1889 hubo una convocatoria de ideas y precios para tal fin. Antes, la Municipalidad de Paraná había aportado herramientas y trabajadores para desmontar la tierra del lugar, mientras el personal del Departamento Topográfico marcaba los límites del predio a parquizar. El empresario Víctor Cartesi había construido las veredas de ambas plazoletas, a las que en conjunto se llamaba Plaza Mansilla (en algunos años se la denominó plazoleta Belgrano).La Plaza Mansilla es una característica plaza regular constituida por coníferas al estilo romano, que se caracterizaban por sus hojas persistentes y carencia de flores vistosas; y  los jardines contaban con cuatro especies de cipreses: ciprés llorón, especie con ramita pendular de aspecto muy original, y el ciprés lusitanica, muy apreciado para parque inglés por su aspecto señorial. 
La plaza llegó a vivir seis décadas, hasta que el gobierno de facto que en la provincia encabezaba el brigadier Ricardo Favre durante los últimos años de la década de 1960 y primeros de los 70, decretó la desaparición de la Plaza Mansilla. En 2015 durante la gestión del Gobernador Gustavo Bordet se hizo una puesta en valor del edificio refaccionándolo y devolviéndole la histórica Plaza Mansilla.

## Transporte Urbano
La sede oficial del gobierno provincial se encuentra situado en la manzana rodeada por las calles Narciso Laprida, Córdoba, Santa Fe y Méjico. En su frente se encuentra la actual playa de estacionamiento, que hasta la década del '70 fue un espacio verde denominado Plaza Mansilla, que es acompañada con la plaza Enrique Carbó que se encuentra detrás.
Calle La Paz-Laprida es una de las principales arterias que ingresan directo al centro cívico de la ciudad, conecta el oeste - este; recibe gran caudal automovilístico y de transporte público de avenidas como Gral. Francisco Ramírez, Don Bosco, Almirante Brown, Bvard. Güemes y Avda. Larramendi.
Al ser uno de los lugares más importantes de la ciudad y la provincia, varias líneas urbanas e interurbanas pasan por el frente o a 100 mts. del edificio; éstas paran sobre:
- N. Laprida, entre Santa Fe y Córdoba

2 - ida
4 - ida (San Benito)
5 - ida
6 - ida (Oro Verde)
7 - vuelta
8 - ida
11 - ida
20 - ida (San Benito)
24 - ida (O. Verde - Tez. Pinto - V. Fontana)
- Santa Fe, entre Laprida y Méjico

1A - ida
1B - ida
9 - ida
12 - ida (Oro Verde)
15 - ida
16 - ida
20 - vuelta (San Benito)
22E - ida (C. Avellaneda - S. Montrull)
- Córdoba, entre Laprida y Méjico

9 - vuelta
11 - vuelta
16 - vuelta
22 - vuelta (C. Avellaneda)
22 - vuelta (San Benito)
23 - vuelta
- Córdoba, entre Alameda de la Federación y Méjico

1A - vuelta
1B - vuelta
- Santa Fe, entre Laprida y Cervantes (100 mts.)

4 - ida (San Benito)
9 - ida
10 - ida
11 - ida
14 - ida
24 - ida (O. Verde - Tez. Pinto - V. Fontana)